# 1279 Uganda
Az 1279 Uganda (ideiglenes jelöléssel 1933 LB) a Naprendszer kisbolygóövében található aszteroida. Cyril V. Jackson fedezte fel 1933. június 15-én.